# Marie-Louise Coninck
Marie-Louise Coninck (født 8. december 1936 i København) er en dansk skuespillerinde.
Coninck blev uddannet fra Skuespillerskolen ved Aalborg Teater i 1958 og derefter fra Statens Teaterskole i Oslo i 1959. Gennem karrieren har hun været tilknyttet flere teatre, bl.a. Fiolteatret, Gladsaxe Teater og Hvidovre Teater, ligesom hun har medvirket i adskillige spillefilm.
Hun var gift med skuespilleren Baard Owe og mor til Rebekka, Anja og David Owe, der også er skuespillere, derudover også Benjamin Owe.

## Filmografi
- Kampen om Næsbygaard (1964)
- Tine (1964)
- Næsbygaards arving (1965)
- Jensen længe leve (1965)
- Nu stiger den (1966)
- Krybskytterne på Næsbygaard (1966)
- Utro (1966)
- Mig og min lillebror (1967)
- Dr. Glas (1968)
- Jeg elsker blåt (1968)
- Man sku' være noget ved musikken (1972)
- Romantik på sengekanten (1973)
- Måske ku' vi (1976)
- Vinterbørn (1978)
- Tre engle og fem løver (1982)
- Kidnapning (1982)
- Isfugle (1983)
- Bella min Bella (1996)
- Efter brylluppet (2006)
- Good Favour (2017)

### Tv-serier
- En by i Provinsen (1977-1980)
- Bryggeren (1996-1997)
- Charlot og Charlotte (1996)
- Hjerteflimmer (1998)
- Hotellet (2002)
- Anna Pihl (2006-2007)
- Album (2008)
- Sprinter Galore (2016-2017)